# 富士山南東消防本部
富士山南東消防本部（ふじさんなんとうしょうぼうほんぶ）は、静岡県三島市、裾野市、長泉町によって設立された消防組合の消防部局（消防本部）。

## 概要
2018年（平成30年）4月1日現在、以下のようになっている。
- 消防本部・各消防署の所在地
  - 消防本部・三島消防署 : 静岡県三島市南田町4-40
  - 裾野消防署 : 静岡県裾野市石脇515
  - 長泉消防署 : 静岡県長泉町中土狩910-1
- 職員数 : 250人
  - 消防本部 : 61人
  - 三島消防署 : 95人
  - 裾野消防署 : 59人
  - 長泉消防署 : 35人
- 管内の情報
  - 管内面積 : 226.98km2
  - 管内人口 : 206,101人
- 配置車両
  - 消防ポンプ自動車 : 11台
  - はしご付消防自動車 : 1台
  - 化学消防車 : 1台
  - 小型動力ポンプ付水槽車 : 1台
  - 指揮車 : 3台
  - 指令車 : 2台
  - 救助工作車 : 3台
  - 救急自動車 : 11台
  - その他車両 : 12台

## 沿革
- 2015年（平成27年）12月 - 三島市、裾野市、長泉町の3市町が広域消防運営計画を作成する。
- 2016年（平成28年）
  - 1月 - 富士山南東消防組合が設置される。
  - 4月1日 - 三島市消防本部、裾野市消防本部、長泉町消防本部が統合し、富士山南東消防本部の運用が開始される。
- 2017年（平成29年）4月 - 指揮支援隊が発足。

## 組織
- 消防長
  - 消防次長
    - 総務課
      - 総務係
      - 企画調整係
      - 財務係

    - 通信指令課
      - 指令係

    - 警防救急課
      - 警防係
      - 救急係

    - 予防課
      - 危険物係
      - 予防係
      - 査察指導係

    - 三島消防署
      - 庶務係
      - 警防係
      - 救急係
      - 予防係
      - 救助係
      - 分遣所（北・中郷・錦田）

    - 裾野消防署
      - 庶務係
      - 警防係
      - 救急係
      - 予防係
      - 救助係
      - 消防室
      - 分遣所（須山・茶畑）

    - 長泉消防署
      - 庶務係
      - 警防係
      - 救急係
      - 予防係
      - 救助係
      - 消防室